# De Jeugd van Tegenwoordig
I De Jeugd van Tegenwoordig sono un gruppo musicale hip hop olandese attivo dal 2005.

## Formazione
- Willie Wartaal (Olliçio Locadia)
- Vjèze Fur (Freddie Tratlehner)
- Faberyayo (Pepijn Lanen)
- Bas Bron (produttore)

## Discografia
- 2005 – Parels voor de zwijnen
- 2008 – De machine
- 2010 – De lachende derde
- 2013 – Ja natuurlijk
- 2015 – Manon